# Säule (Heraldik)

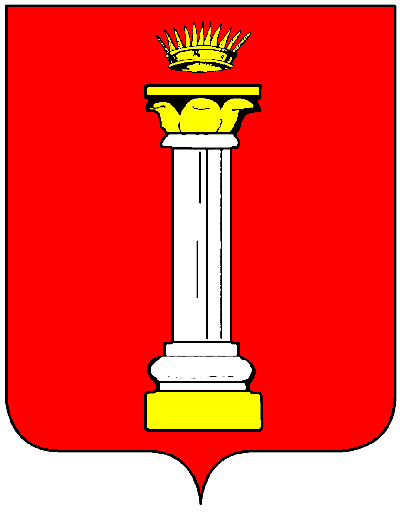
gekrönte Säule im Wappen

Die Säule ist als gemeine Figur in der Heraldik beliebt, da durch sie Pracht und Stärke symbolisiert wird.
Falsch ist die Verwendung des Begriffes für den Pfahl, wie es in älteren Beschreibungen von Wappen vorkam. Im spanischen Staatswappen stehen zwei Säulen an den Seiten des Wappenschildes. Hier werden sie die Säulen des Herkules genannt.
Die Säule wird mit Fuß und Kapitell im Wappen dargestellt. Gelegentlich wird ihr eine Krone aufgesetzt und als bekrönt beschrieben. In älteren Wappen ist sie als Helmzier verwendet worden. Da sie dort den Spitzhüten ähnlich sah, wurden sie fälschlich auch so beschrieben. Auf dem Helm ist sie als Spitzsäule in die Heraldik eingegangen.
Durch Familienbande der italienischen Familie Colonna mit der hennebergischen (Graf von Henneberg) ist die Säule 1559 nach dem Aussterben des Hauses ins sächsische Wappen gekommen.
Verbreitet ist die Säule besonders in den niederländischen Wappen.

## Beispiele

Igel (Mosel)
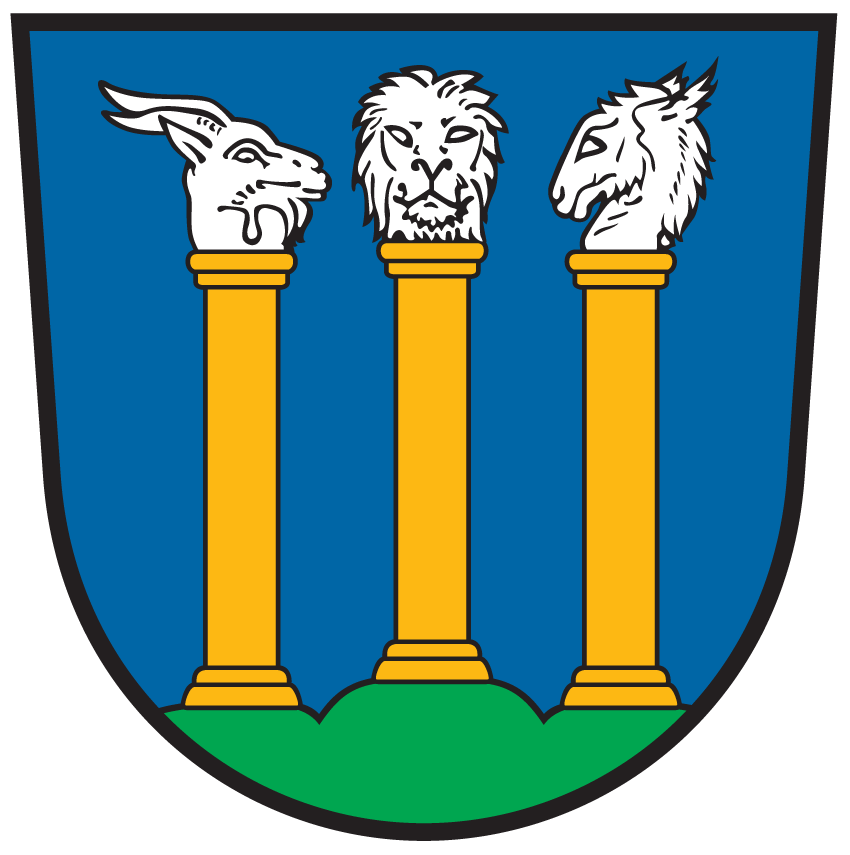
Drei Säulen mit Köpfen geziert im Wappen von Millstatt am See
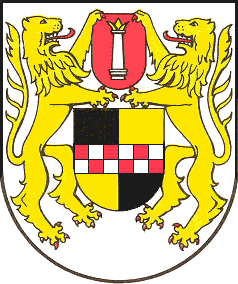
Römhild
Redendes Wappen von Seulingen